# Zawieszeni w czasie i przestrzeni
Zawieszeni w czasie i przestrzeni – jedyny album studyjny polskiej grupy muzycznej Pijani Powietrzem, wydany 9 kwietnia 2002 roku nakładem oficyny Future Hip Hop, w dystrybucji Universal Music Polska.
Na płycie znalazły się utwory wyprodukowane przez Rahima, Fokusa, DJ-a Haema oraz Młodego. Z kolei skrecze wykonali DJ Bambus i DJ Haem.
Płyta dotarła do 28. miejsca listy OLiS. Album uzyskał nominację do nagrody polskiego przemysłu fonograficznego Fryderyka w kategorii „najlepszy album hip-hop”.
3 września 2009 roku ukazała się reedycja albumu. Do płyty został dołączony utwór pt. „Porywacze zapalniczek”.
Pochodzący z albumu utwór pt. „Zmysły, emocje” znalazł się na 61. miejscu listy „120 najważniejszych polskich utworów hip-hopowych” według serwisu T-Mobile Music.

## Lista utworów
Opracowano na podstawie materiału źródłowego.
1. „Intro” – 0:43
2. „Fotki” – 5:29
3. „Latający Holender” – 3:23
4. „Miniatury” – 3:12
5. „Haemskit” – 1:38
6. „Zmysły, emocje” – 3:40
7. „Labirynt” – 4:23
8. „Równowaga” – 0:56
9. „Myślę i nic” – 5:49
10. „Skit” – 0:34
11. „Późnym popołudniem” – 5:26
12. „M.A.T.O.” – 4:27
13. „Skit (Outro)” – 0:25
14. „Aua” – 2:09
15. „Porywacze zapalniczek” (utwór bonusowy) – 3:10

## Twórcy
- Wojciech „Fokus” Alszer – produkcja (2, 5–6, 10, 13), słowa, wokal
- Rafał „Śliwka Tuitam” Śliwiak – słowa, wokal
- Sebastian „Rahim” Salbert – produkcja (1, 3, 7–9, 11–12), słowa (12), wokal (12)
- Łukasz „Młody” Grabowski – produkcja (4–7, 10, 13–14)
- Piotr „DJ Haem” Jończyk – produkcja (3, 9), skrecze (3–6, 9, 11–12, 14)
- Sebastian „DJ Bambus” Michalski – skrecze (3–4, 6, 9, 11–12, 14)
- Tomasz „Siv” Łyko – słowa (12), wokal (12)